# 三浦太郎 (文化人類学者)
三浦 太郎（みうら たろう、1955年1月 - ）は、日本の文化人類学者。

## 来歴・人物
三浦朱門・曽野綾子（本名・三浦知寿子）夫妻の長男として東京に生まれる。東京都立三田高等学校、南山大学文学部人類学科卒業。1979年3月、南山大学大学院文学研究科人類学専攻修士課程修了。1984年、同博士課程単位取得満期退学。英知大学（2007年より聖トマス大学へ改称、2014年度で閉学）教授をへて、中部大学教授。その後退官。
専門はフィリピンのイスラーム社会、スールー王国、遊牧文化の視点からみた北京市の分析など。
南山大学在学中から、女性週刊誌『女性セブン』にコラムを連載するなどしていたが、最近では中央競馬・国際競馬の評論も行う。英知大時代には自らの提案で大学の地元にある園田競馬場に「英知大学賞」を設定したこともある（大学が聖トマス大に改名したのに伴い廃止）。
曽野の『太郎物語』の主人公のモデル。妻はエッセイストの三浦暁子。

## 著書
- 『花とおじさん 現代美人女子学生論』PHP研究所 1992
- 『太郎&太一物語』女子パウロ会 1992
- 『祭りの掟 当世キャンパスの眺め』PHP研究所 1994
- 『ギャルたちの被災 阪神大震災に学ぶ子育ての知恵』女子パウロ会 1996
- 『ヌサンタラ・インドネシア マゼランのめざした島への旅』小学館 1996

### 共著
- 『そよ風に乗った風船』青島美幸共著 いんなあとりっぷ社 1976
- 『太郎家族のボルネオ日記』三浦暁子共著 河合出版 1990
- 『親子、別あり』曽野綾子共著 PHP研究所 1993 のち文庫